# Walking Out
«Walking Out» (с англ. — «Выходя») — песня армянской певицы Srbuk, представленная на конкурсе «Евровидение-2019» в Тель-Авиве.
Клип на песню «Walking Out» режиссера Артура Манукяна был снят 8 марта 2019 года. Он был выпущен на официальном YouTube-канале "Евровидения" 10 марта.

## Евровидение
Песня была исполнена 16 мая 2019 года во втором полуфинале конкурса «Евровидение» в Тель-Авиве, Израиль, но не набрала достаточно очков, чтобы выйти в финал. Позже выяснилось, что Srbuk получила 49 очков и заняла 16-е место, тем самым став худшим результатом для Армении на Евровидении.

## Композиция
| №  | Название      | Длительность |
| -- | ------------- | ------------ |
| 1. | «Walking Out» | 2:56         |

| №  | Название                    | Длительность |
| -- | --------------------------- | ------------ |
| 1. | «Walking Out» (Piano Cover) | 4:09         |

| №  | Название                           | Длительность |
| -- | ---------------------------------- | ------------ |
| 1. | «Walking Out» (Going Deeper Remix) | 3:08         |